# X²: The Threat
| Сводный рейтинг       | Сводный рейтинг        |
| Агрегатор             | Оценка                 |
| --------------------- | ---------------------- |
| GameRankings          | 76,41 %                |
| Metacritic            | 72/100 (34 обзоров)    |
| MobyRank              | 75/100                 |
| Иноязычные издания    |                        |
| Издание               | Оценка                 |
| Eurogamer             | 5/10                   |
| GameSpot              | 7,4/10                 |
| GameSpy               | [ 7 ]                  |
| IGN                   | 7,3/10                 |
| Русскоязычные издания |                        |
| Издание               | Оценка                 |
| Absolute Games        | 77 %                   |
| «Домашний ПК»         | [ 10 ]                 |
| «Игромания»           | 7,5/10                 |
| Награды               |                        |
| Издание               | Награда                |
| Домашний ПК           | Выбор редакции журнала |
| GameSpy               | Editors' Choice        |
| ЛКИ                   | Орден журнала          |

X²: Угроза (англ. X²: The Threat) − компьютерная игра в жанре космического симулятора с элементами торговли (англ. space trading), выпущенная немецкой компанией Egosoft в 2003 году. По геймплею напоминает Elite.

## Сюжет
Действия игры происходят спустя двадцать лет после событий игр Beyond the Frontier и X-Tension в том же самом мире, во Вселенной X. Игрок по-прежнему может играть в любом предпочитаемом стиле — просто летать по космосу, выполнять миссии, проходить сюжет, воевать,  торговать, покупать и строить станции, фабрики и получать с них доход. Перечисленные варианты можно и комбинировать. Игрок может вовсе не иметь никакой конечной цели и даже не заботиться о миссиях и сюжете.
Однако затягивание некоторых этапов, в особенности последнего, связанного с Омикроном Лиры, приводит к проигрышу, игра заканчивается соответствующим сообщением. Можно выполнить все миссии сюжета и дальше играть бесконечно без помех.
По сюжету главный герой игры должен выяснить, кто он такой на самом деле и почему оказался в этом уголке галактики. Также ему надо попутно распутать ещё несколько тайн, и, судя по названию, отвратить некую угрозу. 
К игре прилагается и Редактор уровней.

## Вселенная X
В игре насчитывается более сотни секторов, каждый из которых соединен вратами, через которые и осуществляется перемещение из сектора в сектор. Помимо «мирных» секторов, есть и исключительно враждебные, пребывание в которых исключительно опасно на начальных этапах игры (сектора Ксенонов и, после прохождения сюжета, Хааков). Также есть несколько систем «Неизвестный сектор», в которых можно обнаружить интересные объекты. Независимо от того, где находится игрок, во всех секторах «жизнь» не прекращается ни на секунду и поэтому, посетив сектор в очередной раз, есть вероятность не обнаружить станции на своих «местах» (к примеру, после атаки Хааков на систему, может не остаться вообще ничего).
В игре присутствует возможность развиваться и «жить» независимо от сценария, а при должном терпении и точном расчёте даже стать владельцем империи (из станций и фабрик), не требующих затрат на покупку ресурсов «со стороны». Купив свою первую фабрику, следует помнить, что любой ваш корабль, будь то транспорт или корвет, может быть уничтожен, даже если им управляет ваш компьютерный пилот.

## Корабли
В игре насчитывается около 70 кораблей. Корабли делятся на классы:
- Военные:
  - M0 — материнский корабль (mothership) — хаакский корабль-пушка, который встречается только в последней сюжетной миссии;
  - M1 — авианосец;
  - M2 — эсминец;
  - M3 — истребитель;
  - M4 — легкий истребитель;
  - M5 — легкий разведчик;
  - M6 — корвет.
- Транспортные:
  - TP — пассажирский транспорт;
  - TS — грузовой транспорт;
  - TL — тяжелый грузовой транспорт;

У Хааков и Ксенонов отсутствуют корабли классов TP, TS и TL и M6, а у пиратов М1 и М2. Хаакские истребители очень часто до начала боя объединены в «кластер» имеющий общий щит и корпус, а следовательно более выгодная цель.
Помимо кораблей, доступных к покупке на верфях, существует возможность того, что в бою с чужим кораблём ваш противник покинет корабль в скафандре(в случае с ксенонскими и хаакскими кораблями пилота не будет) при очень быстром уничтожении оборудования важного для боя с вами(щит, орудия, апгрейды двигателя и управления). Впоследствии этот корабль можно будет отправить на верфь и по желанию продать или починить. На начальном этапе наибольшую ценность представляют «Пиратский корабль» для продажи и пиратский Ориноко, который станет на некоторое время основным орудием охоты за пиратами. Ксенонские корабли неплохи по своим характеристикам, но имеют очень существенный недостаток: вид из кабины через прицел перекрывает крест непрозрачного продолжения корпуса, что усложняет их использование непосредственно игроком. Однако это не помешает управлять ими через консоль. Кроме того, существуют ограничения по захвату кораблей — в оригинальной игре невозможно захватить корабли класса М1, М2(кроме ксенонского в миссии по охране пассажира) и TL, а также боевых дронов, лазерные башни и UFO.
Первоначально выданный вам аргонский Первооткрыватель слаб по характеристикам для боя, но если выбрать заработок курьерскими миссиями, то продавать его следует только после покупки паранидского М5 у которого скорость при максимальных апгрейдах более 1000 единиц.